# Dendronephthya griffini
Dendronephthya griffini är en korallart som beskrevs av Hilario Atanacio Roxas 1933. Dendronephthya griffini ingår i släktet Dendronephthya och familjen Nephtheidae. Inga underarter finns listade i Catalogue of Life.